# Bianor eximius
Bianor eximius är en spindelart som beskrevs av Wesolowska, Haddad 2009. Bianor eximius ingår i släktet Bianor och familjen hoppspindlar. Inga underarter finns listade.